# Born to Raise Hell (filme)
Born to Raise Hell (Brasil: Vingança Implacável / Portugal: Perseguição Implacável) é um filme estadunidense de 2010 do gênero ação (gênero), dirigido por Lauro Chartrand, e escrito produzido e estrelado por Steven Seagal. O longa é co estrelado por Dan Bădărău e Darren Shahlavi. O filme foi lançado diretamente em vídeo nos Estados Unidos em 19 de abril de 2011.

## Sinopse
Bobby (Steven Seagal) é um agente da Interpol que tem a missão de investigar e prender traficantes de armas e drogas na região dos Balcãs. A investigação o coloca na mira de um poderoso traficante russo. Bobby e sua equipe se envolvem na guerra pelo poder local e tudo foge do controle quando seu amigo e parceiro é assassinado. Consumido por um desejo de vingança e tentando fazer justiça com as próprias mãos, Bobby está a caça dos responsáveis numa busca eletrizante e explosiva.

## Elenco
- Steven Seagal .. Robert "Bobby" Samuels
- Dan Bădărău .. Dimitri
- D. Neil Mark .. Steve
- George Remeş .. Ronnie
- Claudiu Bleont .. Sorin
- Mădălina Marinescu .. Tami
- Călin Puia .. Christian
- Zoltán Butuc .. Dada